# Cinéma d'Asie du Sud-Est
Le Cinéma d'Asie du Sud-Est désigne l'industrie cinématographique, et par extension les films produits et réalisés en Asie du Sud-Est et/ou par ses ressortissants.
Il regroupe donc les films produits en Birmanie, Brunei, Cambodge, Indonésie, Laos, Malaisie, Philippines, Singapour, Thaïlande, Timor oriental et Vietnam, soit une très grande variété.

## Personnalités notables
- Joko Anwar - réalisateur et critique de cinéma indonésien (Joni's Promise)
- Lino Brocka (1939-1991) - réalisateur philippin
- Mike De Leon (né en 1947) - réalisateur philippin
- Lav Diaz (né en 1958) - réalisateur philippin de Batang West Side, Ebolusyon ng Isang Pamilyang Pilipino et Heremias
- Tony Jaa (né en 1976) - acteur star de films d'action thaïlandais (Ong-Bak)
- Eric Khoo (né en 1965) - réalisateur singapourien
- Jack Neo - acteur et réalisateur singapourien
- Nonzee Nimibutr (né en 1962) - réalisateur thaïlandais très actif dans la récente relance économique du cinéma thaïlandais
- les frères Oxide et Danny Pang (nés en 1965) - ces jumeaux natifs de Hong Kong travaillent en Thaïlande, où ils ont réalisé The Eye, coproduction pan-asiatique
- Rithy Panh (né en 1964) - documentariste franco-cambodgien (il travaille en France et au Cambodge)
- Barry Prima - star du cinéma d'action indonésien des années 1980
- P. Ramlee (1929-1973) - scénariste et réalisateur malaisien
- Pen-ek Ratanaruang (né en 1962) - réalisateur thaïlandais de la nouvelle vague (Last Life in the Universe et Vagues invisibles)
- Riri Riza (né en 1970) - réalisateur indonésien de Gie
- Tran Anh Hung (né en 1962) - réalisateur vietnamien de Cyclo (il travaille également en France)
- Wisit Sasanatieng (né en 1964) - réalisateur thaïlandais de la nouvelle vague
- Apichatpong Weerasethakul (né en 1970) - réalisateur thaïlandais, Palme d'Or au Festival de Cannes en 2010 avec Oncle Boonmee, celui qui se souvient de ses vies antérieures.